# Maria Alida Bruggeman-Nannenga
Maria Alida Bruggeman-Nannenga (1944) es una brióloga, y botánica neerlandesa.

## Algunas publicaciones

### Libros
- 1988. Systematisch Onderzoek Aan Fissidens (Musci). Editor Rijksuniversiteit te Utrecht, 180 pp.
- 1981. Notes on Two Asiatic Species of Fissidens (Musci).